# 中島久美子
中島 久美子（なかじま くみこ、1970年3月10日 - 、本名：大泉 久美子）は、日本のテレビプロデューサー。元フジテレビジョン社員で、同局で編成制作局ドラマ制作センター（副部長）、広報局で勤務。夫は、俳優・タレントの大泉洋。義兄（洋の兄）は、函館市長の大泉潤。

## 来歴
長野県松本市出身。芸術家の草間彌生は遠縁。松商学園高等学校、信州大学経済学部卒業。俳優の佐藤二朗と大学で同級生。
1992年、フジテレビジョンに入社（同期には小島奈津子、福原直英、西山喜久恵など）。人事部、調査部、映像企画部などを経て、1999年に編成制作局ドラマ制作センターに異動。後に同センター副部長となる。テレビドラマ『救命病棟24時（第2・3・4シリーズ）』、『天才柳沢教授の生活』、『東京ラブ・シネマ』、『海峡を渡るバイオリン』、『虹を架ける王妃』、『ロス:タイム:ライフ』、『Room Of King』や、映画『SP 野望篇/革命篇』のプロデュースを手掛ける。
2009年5月2日、自身のプロデュースである『救命病棟24時（第3シリーズ）』や『おかしなふたり』、『ロス:タイム:ライフ』に出演した大泉洋と結婚。大泉とはプライベートで相談に乗ったことで親しくなり、『ロス:タイム:ライフ』での再会以降交際。2011年5月に第一子（女児）を出産。大泉と結婚後は、ドラマ制作の現場を離れ、アナウンス室、広報局で勤務。2022年3月31日、早期退職者制度でフジテレビジョンを退社。

## 人物
大泉のよく食べ、よく笑うところが好きだという。
付き合ってた頃はよく大泉のこと褒めていた。しかし、現在では、大泉が娘に「ママ（中島）は、昔ねパパ（大泉）のことよく褒めてくれてたんだよ」と言うと、中島が「あ～そんな時もあったね、どうかしてたわ」と言うようになったと大泉が話している。
『ザ・マスクド・シンガー』では、大泉はMCのオファーを断ろうとしたが、中島に「面白そうじゃないの。やんなさいよ」と言われ出演を決めたという。

## 作品

### テレビドラマ
プロデュース補
- 『氷の世界』（1999年）

プロデュース
- 『らぶ・ちゃっと』（2000年） - プロデュース
- 『御就職 がんばれ!日本のお父さん』（2000年） - プロデュース
- 『救命病棟24時（第2シリーズ）』（2001年7月 - 9月） - プロデュース
- 『救命病棟24時（新春スペシャル）』（2002年1月） - プロデュース
- 『怪談百物語』（2002年8月 - 12月） - プロデュース
- 『天才柳沢教授の生活』（2002年10月 - 12月） - プロデュース
- 日韓合作ドラマスペシャル『ソナギ〜雨上がりの殺意』（2002年11月） - 協力プロデューサー
- 『東京ラブ・シネマ』（2003年） - プロデュース
- 『笑っていいとも!春・秋の祭典スペシャル』（2003年4月7日） - ドラマプロデューサー
- 日韓合作ドラマ2004 『STAR'S ECHO〜あなたに逢いたくて〜』（2004年） - プロデュース
- 『気遣い純喫茶』（2004年） - プロデュース
- 『海峡を渡るバイオリン』（2004年） - プロデュース
- 『救命病棟24時（第3シリーズ）』（2005年1月 - 3月） - プロデュース
- 『おかしなふたり』（2006年） - プロデュース
- 『虹を架ける王妃』（2006年） - プロデュース
- 『ロス:タイム:ライフ』（2008年2月 - 4月） - プロデュース
- 『眉山』（2008年4月）
- 『Room Of King』（2008年10月 - 11月）
- 『チャンス!〜彼女が成功した理由〜』（2009年3月） - プロデュース
- 『故郷 〜娘の旅立ち〜』（2011年）

企画
- 『今週、妻が浮気します』（2007年） - 企画
- 『救命病棟24時（第4シリーズ）』（2009年8月 - 9月） - 企画

広報
- 『世界の何だコレ!?ミステリー』
- 『ネタパレ』
- 『SMALL3』（第5回）
- 『サンドの日本一めんどくさ〜い料理店』（第2回）

### 映画
- 『SP THE MOTION PICTURE「野望篇」』（2010年10月30日公開） - プロデューサー
- 『SP THE MOTION PICTURE「革命篇」』（2011年3月12日公開） - プロデューサー

## 参照
- 信州大学校友会 中島久美子氏
- 中島久美子 - allcinema